# 城戸賞
城戸賞（きどしょう）は、映画プロデューサー城戸四郎の理念にもとづき、若手脚本家を発掘するため、映連「城戸賞運営委員会」が主催する賞。1974年12月1日（映画の日）に制定された。新人脚本家の登竜門とされ、「映画界の芥川賞」とも呼ばれる。

## 概要
受賞をきっかけに脚本家、映画監督、小説家になった者も多い。しかし近年第40回以降、2022年現在で9回連続「入選の該当作無し」とする事態となっており、受賞の難易度は厳しさを増している。受賞作と講評は『キネマ旬報』に掲載される。

同賞の発案は、東映館主会のボスで、全興連会長の山田敏郎大旺映画社長で、山田は時の権力者をうまく自分の懐に巻き込んで動かす業界の"裏ドン"であった。城戸が元気な当時は、城戸にぴったりし、城戸が亡くなると岡田茂にぴったり付きで、城戸賞創設の発表は岡田が行っている。このときの発表では「年間を通じ、優秀な脚本二編（現代劇1、時代劇2）、選定の基準は大衆娯楽作品におき、主として若手ライターにウエイトをおく、そのための基金は邦画4社と城戸四郎による250万円とする」という説明だった。創設以降、1994年の第20回まで、岡田が審査委員長を務めた。
なお、優れた若手社会学者に贈られる城戸浩太郎賞も城戸賞と略されて呼ばれることがあるが、この項の映画の城戸賞とは無関係である。
第1回の選考委員は、新藤兼人、菊島隆三、中村登、増村保造、井沢淳、白井佳夫、田中友幸、馬場和夫と城戸四郎の9人。20回目を迎えた映画の日のビッグイベントとして1975年12月1日に華やかに第1回受賞作を発表する予定だったが、受付作品18編を慎重に審議した結果、「選考基準に合致したものはない」と選考委員の意見の一致をみて受賞者なしの結果となった。この結果について映画誌の一部から「一つはテレビの影響が大きい。テレビで容易な脚本を量産する習慣がついて、じっくり腰をすえて映画シナリオを書く人が少なくなった。テレビ時代になってシナリオライターが堕落した」「長い間、映画の衰退期が続き、テレビが抬頭していったために、この重要な分野が衰退していってしまった。一種の断層ができてしまい、先輩たちの伝統が受け継がれていない」などの論調が出た。

## 受賞者一覧

### 第1回から第10回
- 第1回　1975年　該当者なし
- 第2回　1976年
  - 準入賞『ブルーサマーブルース』正木典子（正本ノン）
  - 準入賞『瓦師物語』浜口孝子
- 第3回　1977年
  - 入選『夏の栄光』中岡京平（にっかつが『帰らざる日々』として映画化、監督藤田敏八）
  - 応募70編[8]
  - 入賞『オレンジロード急行』大森一樹（松竹が映画化、監督大森一樹）
- 第4回　1978年
  - 準入賞『もっとしなやかに もっとしたたかに』小林龍雄（小林竜雄）（にっかつが映画化、監督藤田敏八）
  - 準入賞『よみがえれ･歌』港健二郎
  - 応募143編[8]
- 第5回　1979年
  - 入選『十四番目の椅子』桑田健司
  - 準入賞『無人島戦記』服部宏（現在映画評論家）
- 第6回　1980年
  - 入選『一ノ倉沢』小林伸男
  - 準入賞『とりたての輝き』浅尾政行（東映が映画化、監督浅尾政行）
- 第7回　1981年
  - 準入賞『潤の街|潤（ユン）の街』金秀吉（仕事が映画化、監督金佑宣）
  - 準入賞『雷鳴のきざし』古山敏幸
- 第8回　1982年
  - 準入賞『名前のない黄色い猿たち』小林政広
  - 準入賞『傾いた廃船』鈴木三貫
  - 準入賞『かざぐるまの女達』三宅直子
- 第9回　1983年
  - 準入賞『夢の町の殺人者 -死は我が友-』池田太郎
  - 準入賞『V・マドンナ大戦争』野沢尚（松竹・三船プロが映画化、監督中村幻児）
  - 準入賞『小学生の好きなスポーツ』滝口徹
- 第10回　1984年
  - 準入賞『漁火』川道正顕
  - 準入賞『嘘が好きなの』伊藤尚子

### 第11回から第20回
- 第11回　1985年
  - 入選『助監督』旦雄二（檀雄二）
  - 準入賞『たった一度のレース』岩崎久梨江
  - 準入賞『パパ、ナイスピッチング』小沼英一
- 第12回　1986年
  - 入選『ひかり』鈴木光子
  - 準入賞『さむい空いろの砂時計』河合尚子
- 第13回　1987年
  - 入選『傘物語』坂田義和
  - 準入賞『超少女REIKO』大河原孝夫（東宝映画が映画化、監督大河原孝夫）
- 第14回　1988年
  - 入選『お友達になりたい』神山由美子
- 第15回　1989年
  - 準入賞『生死命（いのち）の処方箋』稲本雅之
  - 準入賞『笛吹きが、通りすぎた夏』持丸晴子
- 第16回　1990年
  - 入選『福本耕平かく走りき』久保田傑（映画化、監督久保田傑）
  - 準入賞『ワープロ無宿』小松光宏
- 第17回　1991年
  - 準入賞『ボールパークで夢を見て』鈴木良紀（砂本量）
  - 準入賞『スロートレインカミング』竹内賢治
  - 準入賞『イベント』隅田国治
- 第18回　1992年
  - 入選『亜細亜の靴』丸鬼雅範
  - 準入賞『遠い光』斐明哲
- 第19回　1993年
  - 入選『海と桜』石川美香穂
- 第20回　1994年
  - 準入賞『熱帯低気圧同盟』南木顕生
  - 佳作入選『お墓参り』国沢真理子

### 第21回から第30回
- 第21回　1995年
  - 入選『こんちねんたる』安倍照男
  - 入選『誘拐』森下直子（森下直、東宝映画が映画化、監督大河原孝夫）
- 第22回　1996年　該当者なし
- 第23回　1997年
  - 入選『砂の蝶』岩下悠子
  - 準入賞『WHAT A WONDERFUL WORLD』吉田州吾
  - 準入賞『宇宙のペン』中島たい子
- 第24回　1998年
  - 準入賞『はなし塚異聞』桑名英文
  - 準入賞『残暑』藤村磨実也
- 第25回　1999年
  - 入選『連弾・デュオ』経塚丸雄（松竹が映画化、監督竹中直人）
- 第26回　2000年
  - 準入賞『つみ・れたー』安井奨
  - 準入賞『夏休み』原田裕文
- 第27回　2001年
  - 入選『棒たおし!』松本稔（「棒たおし!」パートナーズが映画化、監督前田哲）
  - 準入賞『もくずの唄』山田英樹
- 第28回　2002年
  - 入選『お母さんの思い出』竹倉聡
- 第29回　2003年
  - 入選『忍ぶの城』和田竜（映画化を目指し自筆で小説化しベストセラーとなり映画化[9]、『のぼうの城』ISBN 409386196X 、監督犬童一心、樋口真嗣）
  - 準入賞『祭囃子が聞こえる』秋満隆生
  - 準入賞『タイ・ブレーカー』谷慶子（北区つかこうへい劇団で舞台化）
- 第30回　2004年
  - 準入賞『名もなき人』吉田州吾（2度目）
  - 準入賞『ロングボードの侍たち』尾崎知紀

### 第31回から第40回
- 第31回　2005年
  - 準入賞『散切ノスゝメ』石村えりこ
  - 準入賞『春ノ病』佐伯知則
- 第32回　2006年
  - 入選『三日月夜話』大山淳子
  - 準入賞『真眼』和田健佑
- 第33回　2007年
  - 入選『夏の旅』田中幸子
  - 準入賞『スーパーソニック!』工藤裕子
  - 準入賞『君は初雪に抱かれて』小松惠
- 第34回　2008年
  - 入選『ぱるたいHappy★Revolution』さかもとたけし
  - 準入賞『ブラジャーや小麦粉』林まいこ
- 第35回　2009年
  - 準入賞『デモステネスと五月のプロペラ』早船歌江子
  - 準入賞『父を殺す日』西村淳哉
  - 準入賞『さよなら万有引力』友国陽介
- 第36回　2010年
  - 入選『風に聞け』坂口理子
  - 準入賞『カンパイ！』伊藤祐真
  - 準入賞『膿』松下幸司
- 第37回　2011年
  - 入選『超高速!参勤交代』土橋章宏（2014年、製作委員会が映画化、監督本木克英）
  - 準入賞『真夜中のゴースト☆ブギー』黒岩康文
  - 準入賞『ラブ・イン・ペイン』香坂隆史
- 第38回　2012年
  - 入選『この醜く美しき世界』麓貴広
  - 準入賞『空はまだ遠くにある』近藤紫乃
  - 準入賞『らくだの行水』蓑輪京子
- 第39回　2013年
  - 入選『クロス』宍戸英紀（2017年、製作委員会が映画化、監督奥山和由・釘宮慎治）
  - 準入賞『ハムラビ』上杉隆之
  - 準入賞『WELCOME Mr.LIAR〜最高の嘘つき〜』蛭田直美
- 第40回　2014年
  - 入選・準入賞 該当作無し
  - 佳作『時雨』林田麻美
  - 佳作『浪速オヤジキッド』長崎和子
  - 佳作『ミナト』村上かのん

### 第41回から第50回
- 第41回 2015年[10]
  - 入選 該当作無し
  - 準入賞『餓鬼』林田麻美
  - 佳作『春死さむ』青塚美穂
- 第42回 2016年
  - 入選 該当作無し
  - 準入賞『サムライボウル』吉野耕平
  - 佳作『大江戸ぴーちくぱーちく』島田悠子
  - 佳作『大仏と小鹿』岡田鉄兵
- 第43回 2017年
  - 入選・準入賞 該当作無し
  - 佳作『死にぞこない男の夏休み』岡田鉄兵
  - 佳作『モザイク』よよ
  - 佳作『影が咲く』坪井努
  - 佳作『機人の夏』松原慧
- 第44回 2018年
  - 入選・準入賞 該当作無し
  - 佳作『Change my life』伊藤洋子
- 第45回 2019年
  - 入選 該当作無し
  - 準入賞『黄昏の虹』町田一則
  - 佳作『上辺だけの人』三嶋龍朗
  - 佳作『母と息子の13階段』林田麻美
  - 佳作『邪魔者は、去れ』弥重早希子
- 第46回 2020年[11]
  - 入選 該当作無し
  - 準入賞『御命頂戴！』島田悠子
  - 佳作『出戻りサト子』岡田鉄兵
  - 佳作『ベランダから』生方美久
- 第47回 2021年
  - 入選 該当作無し
  - 準入賞『寄生虫と残り3分の恋』一戸慶乃
  - 準入賞『グレー』生方美久
  - 佳作『薄氷（）』島田悠子
- 第48回 2022年
  - 入選 該当作無し
  - 準入賞『ひび』竹上雄介
  - 準入賞『ぼくたちの青空』福田果歩
  - 佳作『今度選ぶなら君にしたい』仲村ゆうな
  - 佳作『獣医はステキなことだらけ』島田悠子